# Tasha Steelz
Tasha Steelz, pseudonimo di Latasha Harris (Bloomfield, 3 aprile 1988), è una wrestler statunitense, attualmente sotto contratto con la Total Nonstop Action Wrestling, dove è stata la detentrice dell'Impact Knockouts Championship.

## Carriera

### Circuiti indipendenti (2016-2020)
Tasha Steelz inizia la sua carriera di wrestling nel 2016, nel suo stato natale, New Jersey, dove inizia a lottare per la Independent Wrestling Federation conquistando l'IWF Women's Championship. Nel 2017 inizia a viaggiare fra gli altri stati, facendo un'apparizione anche per la Ring of Honor durante un dark match sconfiggendo Brandi Lauren. Nel corso degli anni debutta anche per la RISE Wrestling e il 16 novembre 2018 conquista il CW Women's Championship. Il 3 aprile 2019 Tasha conquista anche il BCP ICONS Championship. Durante il suo periodo nel circuito indipendente, ha formato un team chiamato Team Adams che comprendeva la stessa Tasha, Karen Q e Deonna Purrazzo.

### Impact Wrestling (2020-presente)

#### Prime apparizioni (2019-2020)
Tasha fa la sua prima apparizione per Impact Wrestling nella puntata di Impact del 17 maggio 2019, prendendo parte ad una Knockouts Battle Royal dove è stata eliminata. La Steelz fa il suo ritorno nella compagnia nella puntata di Impact del 12 maggio 2020, dove è stata sconfitta in un match singolo da Kylie Rae.
Il 13 maggio 2020, viene comunicato che Tasha Steelz ha firmato un contratto con Impact Wrestling.

#### Varie faide (2020-presente)
Nella puntata di Impact del 19 maggio, Tasha si trova nel backstage dove viene raggiunta da Kiera Hogan, la quale le fa i complimenti per il match in quanto rimasta stupita dalla prestazione, poi le ricorda di quando lei è arrivata nella federazione diventando la zimbella di altre e che questa stava per indebolirla molto, dicendo che questo è il passato e propone a Tasha di allearsi per andare a rompere qualcuna, proposta che la Steelz accetta formando dunque un'alleanza e stabilendosi come heel. Nella puntata di Impact del 26 maggio, Tasha e Kiera Hogan si aggirano fra i corridoi dove iniziano a prendersi gioco di Kylie Rae, la quale viene poi raggiunta da Susie che cerca di fermare le rivali, ma la Steelz e Kiera iniziano ad attaccarle, per poi lasciarle sul pavimento e andarsene. Nella puntata di Impact del 2 giugno, Tasha e Kiera Hogan hanno sconfitto Kylie Rae e Susie. Nella puntata di Impact del 9 giugno, Tasha ha sconfitto Susie ottenendo la sua prima vittoria in singolo, anche grazie ad una distrazione provocata dalla sua partner Kiera Hogan; Tasha e Kiera festeggiano nel backstage dicendo di non aver paura di nessuno, ma si scontrano con Havok e Nevaeh che iniziano a prendersi gioco delle due, Nevaeh propone una sfida per dare prova che le due non sono intimorite, ma Kiera e Tasha se ne vanno dicendo che sono impegnate. Nella puntata di Impact del 16 giugno, Tasha e Kiera Hogan si posizionano dietro le transenne per assistere all'incontro di Nevaeh vinto contro Kimber Lee; nel post match, Tasha e Kiera vengono raggiunte da Neveah e Havok faccia a faccia, lanciando dei popcorn sulla Havok per provocarla e poi scappare, mentre Neveah trattiene l'amica. Nella puntata di Impact del 23 giugno, Tasha ha sconfitto Neveah, accompagnata da Havok, quando durante l'incontro Kiera Hogan cerca di distrarre Neveah, Havok interviene allontanandola, ma Tasha ottiene la vittoria con un roll-up a sorpresa tenendole il costume. Nella puntata di Impact del 30 giugno, Tasha ha accompagnato Kiera nel suo match vinto contro Havok, dopo aver distratto quest'ultima e aver lanciato la maschera di Havok con la quale Kiera la colpisce per la vittoria; inoltre, viene annunciato che Tasha prenderà parte ad un Gauntlet match per determinare la prima sfidante all'Impact Knockouts Championship a Slammiversary. Nella puntata di Impact del 7 luglio, Tasha e Kiera Hogan irrompono durante il backstage talk show Locker Room Talk condotto da Madison Rayne, chiedendole chi stia intervistando, prendendola in giro dicendo che è tutta sola e ha bisogno proprio di qualcuno, Madison si giustifica dicendo che sta intervistando se stessa e che l'ultima volta che ha avuto delle amiche non è andata bene parlando proprio di Kiera, arrivano Havok e Nevaeh dove la prima dice alla Rayne che non prova dispiacere nei suoi confronti, ha creato un mostro e se lo merita, Kiera chiarisce che nessuno l'ha creata ma è stata se stessa a trasformarsi, Nevaeh dice che Kiera e Tasha sono state molto fortunate nelle scorse settimane però adesso la loro fortuna sta per scadere, Tasha chiede se sia una minaccia e dopo uno scambio di parole parte una rissa fra le due coppie, mentre Madison assiste sconvolta e chiude questo episodio del talk show. Nella puntata di Impact del 14 luglio Tasha, Kiera Hogan, Kimber Lee, Rosemary e Taya Valkyrie sono state sconfitte da Alisha Edwards, Havok, Kylie Rae, Nevaeh e Susie. Il 18 luglio, a Slammiversary, Tasha prende parte al Gauntlet match per determinare la prima sfidante all'Impact Knockout's Championship entrando con il numero 1, ma viene eliminata per prima da Kylie Rae. Nella puntata di Impact del 21 luglio, Tasha e Kiera Hogan sono state sconfitte da Havok e Nevaeh per squalifica, quando la Steelz colpisce Havok con una sedia, interviene Nevaeh che le strappa la sedia dalle mani mettendola fuori gioco e Havok stende la Hogan al centro del ring. Nella puntata di Impact dell'11 agosto, Tasha e Kiera Hogan hanno sconfitto Havok e Nevaeh in un No disqualification Tag team match.

## Titoli e riconoscimenti
- Battle Club Pro
  - BCP ICONS Championship (2, attuale)[1][2]
- Chaotic Wrestling
  - Chaotic Wrestling Women's Championship (2)[3]
- Impact Wrestling/Total Nonstop Action Wrestling
  - Impact Knockouts World Championship (1)[4]
  - Impact Knockouts Tag Team Championship (2) – con Kiera Hogan[5]
- Independent Wrestling Federation
  - IWF Women's Championship (1)[6]
- Pro Wrestling Illustrated
  - 51ª tra le migliori 150 wrestler di sesso femminile nella PWI Women's 150 (2021)[7]
- Synergy Pro Wrestling
  - Women's Garden State Invitational (2020)[8]